# 森秋彩
森秋彩（日语：／ Mori Ai，2003年9月17日—），日本女子攀岩运动员，2019年世界攀岩锦标赛女子难度赛铜牌得主、2023年世界攀岩锦标赛女子难度赛金牌得主和女子全能赛铜牌得主、2022年亚洲运动会女子全能赛金牌得主。